# Петра Торен
Петра Торен (фін. Petra Thorén; нар. 8 серпня 1969) — колишня фінська тенісистка.
Найвищу одиночну позицію світового рейтингу — 73 місце досягла 23 березня 1992, парну — 112 місце — 25 квітня 1994 року.
Здобула 5 одиночних та 1 парний титул туру ITF.
Найвищим досягненням на турнірах Великого шолома було 3 коло в одиночному розряді.
Завершила кар'єру 1996 року.

## Фінали ITF
| Турніри $25,000 |
| Турніри $10,000 |

### Одиночний розряд (5–4)
| Результат | Ранг | Дата              | Місце                         | Покриття   | Суперниця        | Рахунок       |
| --------- | ---- | ----------------- | ----------------------------- | ---------- | ---------------- | ------------- |
| Поразка   | 1.   | 26 січня 1987     | Ставангер, Норвегія           | Килим (i)  | Марія Страндлунд | 6–7, 2–6      |
| Перемога  | 2.   | 25 квітня 1988    | Sutton, Велика Британія       | Ґрунт      | Маріна Боттацці  | 7–5, 6–1      |
| Перемога  | 3.   | 9 травня 1988     | Лі-он-Солент, Велика Британія | Ґрунт      | Мелісса Маззотта | 6–2, 6–3      |
| Перемога  | 4.   | 23 січня 1989     | Гельсінкі, Фінляндія          | Тверде (i) | Анне Аалонен     | 6–3, 2–6, 6–4 |
| Перемога  | 5.   | 15 травня 1989    | Яффа, Ізраїль                 | Тверде     | Лусіана Телла    | 7–5, 6–2      |
| Поразка   | 6.   | 12 червня 1989    | Модена, Італія                | Ґрунт      | Флоренсія Лабат  | 6–3, 3–6, 2–6 |
| Поразка   | 7.   | 23 квітня 1990    | Рамат-га-Шарон, Ізраїль       | Тверде     | Маріан де Свардт | 1–6, 4–6      |
| Перемога  | 8.   | 29 листопада 1993 | Рамат-га-Шарон, Ізраїль       | Тверде     | Анна Смашнова    | 6–3, 6–3      |
| Поразка   | 9.   | 7 липня 1996      | Лог'я, Фінляндія              | Ґрунт      | Софі Альбінус    | 1–6, 6–1, 1–6 |

### Парний розряд (1–4)
| Результат | Ранг | Дата           | Місце            | Покриття   | Партнерка       | Суперниці                        | Рахунок       |
| --------- | ---- | -------------- | ---------------- | ---------- | --------------- | -------------------------------- | ------------- |
| Поразка   | 1.   | 29 лютого 1988 | Яффа, Ізраїль    | Тверде     | Dalia Koriat    | Ева Лена Ольссон Лена Сандін     | 6–4, 5–7, 2–6 |
| Поразка   | 2.   | 30 жовтня 1988 | Баден, Швейцарія | Тверде (i) | Катажина Новак  | Кейт Макдоналд Ренне Стаббс      | 2–6, 0–6      |
| Поразка   | 3.   | 13 червня 1993 | Ашкелон, Ізраїль | Тверде     | Яел Сегал       | Седа Норландер Сандра ван дер А  | 4–6, 4–6      |
| Перемога  | 4.   | 16 січня 1995  | Турку, Фінляндія | Тверде (i) | Нанне Дальман   | Лінда Янссон Анна-Карін Свенссон | 6–3, 6–4      |
| Поразка   | 5.   | 27 серпня 1995 | Сочі, Росія      | Тверде     | Наталія Єгорова | Коріна Мораріу Олена Татаркова   | 3–6, 5–7      |